# Lorenzo D. Lewelling
Lorenzo Dow Lewelling (Salem, Iowa, 21 décembre 1846-Arkansas City, Kansas, 3 septembre 1900) est un homme politique américain, 12e gouverneur du Kensas (1893-1895).

## Biographie
Fils d'un abolitionniste et ministre quaker, William Lewelling, il est orphelin dès 1865 et, vivant avec sa sœur aînée, lutte pour obtenir une éducation.
Lors de la Guerre de Sécession, il s'engage dans un régiment dans l'Iowa mais, mineur, doit le quitter. Il travaille alors comme ouvrier dans la construction de ponts vers Chattanooga puis devient enseignant dans une école pour noirs à Mexico (Missouri).
Il parvient ensuite à entrer à Knox College (États-Unis) et au Eastman Business College avant d'être diplômé en 1867 du Whittier College. Il est nommé en 1868 professeur au collège de Salem puis à l'Iowa State Reform School dont il devient directeur du département féminin en 1872.
Fondateur et éditeur des journaux républicains Des Moines Capital et anti-ring (1800-1882), il s’installe à Wichita au Kansas après la mort de sa femme et épouse Ida Bishop dont il aura une fille.
Le 9 janvier 1893, il est élu gouverneur du Kansas, poste qu'il conserve jusqu'au 14 janvier 1895.
Décédé en 1900 à Arkansas City (Kansas), il est inhumé au Maple Grove Cemetery à Wichita.